# Robert C. Walton
Robert Cutler Walton (* 18. Dezember 1932 in New Jersey, Vereinigte Staaten; † 6. Dezember 2000 in der Schweiz) war ein US-amerikanischer reformierter Theologe und Kirchenhistoriker. Ab 1978 lehrte er als Professor für Kirchengeschichte an der Universität Münster.

## Leben
Robert C. Walton, Sohn von Elizabeth Walton, geborene Reed, und des zum Ehrendoktor ernannten Pfarrers Donald J. Walton, besuchte ab 1950 die Mt Hermon School. Zu seinen Vorfahren gehörte der Brigadegeneral Charles G. Dawes, der Botschafter am Hof von St. James und Vizepräsident der Vereinigten Staaten war. Walton studierte Theologie und Geschichte, erhielt den Grad eines B. A. am Swarthmore College. Von 1956 bis 1957 studierte er an der Universität Göttingen. 1958 wurde er B. D. an der Harvard University und 1961 A. M. an der Yale University, wo er 1964 promoviert wurde. Von 1961 bis 1964 war er an der Duke University tätig. Anschließend lehrte er von 1964 bis 1971 Geschichte an der University of British Columbia in Vancouver und von 1971 bis 1978 an der Wayne State University in Detroit, wo er auch Mitglied im Detroit Committee on Foreign Relations-Council on Foreign Relations war.
Von 1978 bis 1993 lehrte und forschte Walton an der Evangelischen Fakultät der Westfälischen Wilhelms-Universität in Münster. Hier lag das Schwergewicht seiner kirchengeschichtlichen Forschungen auf dem Reformiertentum, angefangen bei den Schweizern Ulrich Zwingli und Heinrich Bullinger bis zu den englischen Presbyterianern, wo der zu dieser Zeit in Ostbevern lebende Walton auch seine Wurzeln hatte.
Die in Deutschland häufig vernachlässigte Erforschung der protestantischen Freikirchen erhielt durch ihn in Münster neue Impulse. Unter anderem gründete er 1990 an der Westfälischen Wilhelms-Universität gemeinsam mit anderen Theologen und Historikern einen Verein mit dem Ziel der Erforschung und Information zur Geschichte der Freikirchen. 2001 wurde der Verein in „Verein für Freikirchenforschung e.V.“ benannt.
Von 1987 bis 1990 war Walton Dekan der Evangelisch-Theologischen Fakultät der Westfälischen Wilhelms-Universität. Seine internationalen Erfahrungen kamen dem Austausch von Studierenden und Lehrenden zugute. Aus gesundheitlichen Gründen musste er sich 1993 vorzeitig pensionieren lassen. Er war zudem Mitglied im Johanniter-Orden und lebte bis zu seinem Tod mit seiner Frau, der Schweizerin Charlotte Walton, geborene Kolleger, die er 1966 geheiratet hatte, in Morgarten ZG. Aus der Ehe gingen die drei Kinder Alexander, Deborah und Christina hervor.
Sein Forschungsschwerpunkt war die Schweizer Reformation, insbesondere Huldrych Zwingli und Heinrich Bullinger.

## Vöffentlichungen (Auswahl)
- Die Theokratie Zwinglis. 1967.
- Die europäischen Ansichten über die Amerikaner 1914–1918. 1972.
- als Hrsg.: Studies in the Reformation. 1977–1978.